# 손준현
손준현(1901년 12월 4일~1979년 8월 29일)은 대한민국의 정치인이다. 제3대 국회의원을 지냈다.

## 역대 선거 결과
|  | 0% |

|  | 31.78% |